# 中国人民解放军网络空间部队
中国人民解放军网络空间部队，位于北京市海淀区，是中国人民解放军的一个独立兵种，由中央军事委员会直接领导，负责网络空间与信息安全、网络攻防、计算机网络系统等工作。

## 沿革

### 中国人民解放军总参谋部技术侦察部
1950年12月10日，中央人民政府人民革命军事委员会总情报部成立，管理情报部、技术部、联络部三个部，归总参谋长直接领导。其中的中央人民政府人民革命军事委员会技术部又称中央人民政府人民革命军事委员会第三部。1953年2月29日，中央人民政府人民革命军事委员会总情报部撤销，下属各部随后在1954年划归中国人民解放军总参谋部建制。其中原技术部改为中国人民解放军总参谋部技术侦察部（又称中国人民解放军总参谋部第三部，简称总参三部）。后来番号设为中国人民解放军61195部队。
2016年改革前，中国人民解放军总参谋部技术侦察部下设有：政治部、后勤部、综合局、科技装备局、科技情报局、第一局（机关驻北京市）、第二局（机关驻上海市）、第三局（机关驻北京市）、第四局（机关驻青岛市）、第五局（机关驻北京市）、第六局（机关驻武汉市）、第七局（机关驻北京市）、第八局（机关驻北京市）、第九局（机关驻北京市）、第十局（机关驻北京市）、第十一局（机关驻北京市）、第十二局（机关驻上海市）、计算中心站（机关驻北京市）等。

### 中国人民解放军总参谋部电子对抗部
1965年12月，杨成武主持总参谋部工作后，指示通信兵部研究筹组雷达部。但因受到文革干扰，该工作被迫中断。1974年，杨成武回到总参谋部工作后，非常关注世界电子对抗技术的新发展及作战运用，常和有关人员商讨，多次向中共中央、国务院写报告，主张加强电子对抗力量建设。1975年9月，总参谋部决定由总参通信部成立总参四部筹备组。1975年12月18日，叶剑英向中央和毛泽东呈交《关于加强电子对抗工作的报告》，建议组成国务院、中央军委电子对抗和雷达管理领导小组，成立总参四部。1976年6月，中共中央军委任命屈培壅（主持日常工作）、孙玉衡、李文昌、申仲义为总参四部副部长。1976年11月，叶剑英、杨成武共同提议组建的国务院、中央军委电子对抗和雷达管理领导小组开始办公。1977年4月，中国人民解放军总参谋部电子对抗、雷达部正式成立。1977年4月，中共中央军委任命王诤兼任部长，1978年10月任命李光担任政委。1978年王诤病逝后，1980年1月任命屈培壅为总参四部部长。1982年8月，总参四部并入总参通信部，称为总参通信部四部，对外保留总参四部的名称。1985年8月，总参通信部四部恢复成为总参的直属部，称总参电子对抗雷达部，部长靳庆丰，副部长张有才。
1980年代末，总参谋部电子对抗雷达部曾下设有军工产品定型委员会。
2016年改革前，中国人民解放军总参谋部电子对抗部（又称“总参四部”）下设有：政治部、一局、雷达局（二局？）、科技装备局（三局）、四局、电子对抗旅、光电对抗室、中国人民解放军总参谋部第五十四研究所（中国电子科技集团公司第五十四研究所）、中国人民解放军电子工程学院、合肥离职干部休养所、驻北京地区军事代表室、驻成都地区军事代表室、驻桂林地区军事代表室、驻沈阳地区军事代表室、驻南京地区军事代表室、驻杭州地区军事代表室、驻西安地区军事代表室等。

### 中国人民解放军战略支援部队网络系统部
在深化国防和军队改革中，2015年底新组建中国人民解放军战略支援部队，2016年1月撤销中国人民解放军总参谋部及其下属的中国人民解放军总参谋部技术侦察部、中国人民解放军总参谋部电子对抗部。2017年7月，正式成立了中国人民解放军战略支援部队网络系统部（网络空间部队），主要由原总参三部、四部（部分）、二部（部分）和总装备部（部分）等部门有关部分组合而成。番号改为中国人民解放军32069部队。

### 中国人民解放军网络空间部队
2024年4月，中央军委调整组建中国人民解放军信息支援部队，同时撤销战略支援部队番号，相应调整军事航天部队、网络空间部队领导管理关系。

## 机构设置
- 参谋部
- 政治工作部
- 后勤部（32047部队）
- 装备部
  - 上海军事代表室
  - 天津军事代表室
  - 南京军事代表室
  - 成都军事代表室
  - 广州军事代表室[49]
  - 深圳军事代表室
  - 武汉军事代表室
- 网络局[50]
- 信息化局[51]

……
直属单位
- 电子对抗旅[52]
- 61161部队
- 61726部队
- 61786部队
- 中国人民解放军网络空间部队第五十六研究所
- 中国人民解放军网络空间部队第五十七研究所
- 中国人民解放军网络空间部队第五十八研究所
- 网络安全基地[53]
- 东部技术侦察基地[54]
- 南部技术侦察基地[55]
- 西部技术侦察基地[56]
- 北部技术侦察基地[57]
- 中部技术侦察基地[58]
- 中国人民解放军网络空间部队信息工程大学

……

## 历任领导
| 中央人民政府人民革命军事委员会技术部部长 - 戴镜元（1950年—1952年） - 李涛（1952年2月—1954年，兼党委第一书记） | 中央人民政府人民革命军事委员会技术部政治委员 - 李涛（1952年2月—1954年，部长兼） |

| 中国人民解放军总参谋部技术侦察部部长 - 李涛 上将（1954年10月—1959年2月） - 彭富九（1959年2月—1967年6月） - 胡炳云（1967年10月—1969年8月） - 胡备文（1969年8月—1970年5月） - 陈福初（1970年5月—5月20日） - 胡备文（1970年5月20日—1974年10月） - 彭富九（1974年10月—1975年8月） - 戴镜元（1975年8月—1982年8月） - 姜钟（1982年8月—1984年3月） - 贾朝群 中将（1984年3月—1990年4月） - 卫崇保 少将（1990年4月—1993年） - 时权 少将（1993年—1996年12月） - 张小阳 少将（1996年12月—1999年） - 王在希 少将（1999年—2000年9月） - 邱如林 少将（2000年9月—2005年12月） - 黄柏富 少将（2005年12月—2006年4月） - 吴国华 少将（2006年4月—2010年12月） - 刘晓北 少将（2010年12月—2014年3月） - 孟学政 少将（2014年3月—2015年5月） - 郑俊杰 少将（2015年—2016年1月） | 中国人民解放军总参谋部技术侦察部政治委员 - 李涛 上将（1954年10月—1965年6月，至1959年2月为兼任） - 李信（1965年6月—1967年6月） - 吴保山（1967年10月—1969年6月） - 陈福初（1969年8月—1970年5月；1970年5月—1972年8月，第一政治委员；1972年8月—1974年10月；1974年10月—1975年8月，第一政治委员；1976年1月—1977年10月，第二政治委员） - 钱江（1970年5月—1972年8月；1974年10月—1975年8月；1981年8月—1982年8月；1982年8月—1983年5月，第二政治委员） - 彭富九（1975年8月—1976年1月；1976年1月—1977年10月，第一政治委员；1977年10月—1978年4月） - 彭清云（1975年9月—1978年4月） - 张正光（1978年8月—1982年8月；1982年8月—1983年5月，第一政治委员） - 冯维精（1983年5月—1985年6月） - 傅英杰 少将（1983年5月—1990年4月） - 王建仁 少将（1990年4月—1993年） - 卫崇保 少将（1993年—1996年12月） - 顾金声 少将（1996年12月—2002年11月） - ？ 少将（2002年11月—2006年1月） - 王永生 少将（2006年1月—2009年12月） - 刘晓北 少将（2009年12月—2010年12月） - 孟学政 少将（2010年12月—2014年3月） - 李爱平 少将（2014年3月—2016年1月） |

中国人民解放军总参谋部电子对抗部部长
1. 王　诤（1977年4月－1978年8月病逝，副总参谋长兼）[64]
2. 屈培壅（1980年1月－1982年8月）[65][66]
3. 靳庆丰 少将（1985年8月－1994年10月）
4. 张有才 少将（1994年10月－1999年6月）
5. 戴清民 少将（1999年6月－2003年12月）[67]
6. 曾占平 少将（2003年12月－2008年10月）[68]
7. 万晓援 少将（2008年10月－）[69]

中国人民解放军战略支援部队网络系统部
| 司令员 1. 郑俊杰 中将（2017年7月—2019年1月） 2. 巨生 中将（2019年1月—2020年10月） 副司令员 1. 李天天 少将（2017年7月—） | 政治委员 1. 柴绍良 中将（2017年7月—2019年1月） 2. 丁兴农 中将（2019年1月—2020年10月） 副政治委员 1. 张华伟 少将（2019年—） |

| 参谋长 副参谋长 1. 易建设 少将（2017年7月—） | 政治工作部副主任 1. 强勇 少将（2017年7月—） 纪委副书记 1. 曾定波 少将（2017年7月—） |

后勤部部长
1. 李保成 少将（2017年7月—2019年）[75]

中国人民解放军网络空间部队
| 司令员 1. 张明华 中将（2024年4月—） 政治委员 1. 韩晓东 空军中将（2024年4月—） |